# Gorbănești
Gorbănești is een Roemeense gemeente in het district Botoșani.
Gorbănești telt 3551 inwoners.